# Clemson
Clemson é uma cidade localizada no estado norte-americano de Carolina do Sul, no Condado de Anderson e Condado de Pickens.
Nesta cidade se localiza a Universidade Clemson.

## Demografia
Segundo o censo norte-americano de 2020, a sua população era de 17 681 habitantes, um aumento de 27,1% se comparado a 2010.

## Geografia
De acordo com o United States Census Bureau tem uma área de
20,2 km², dos quais 19,1 km² cobertos por terra e 1,1 km² cobertos por água. Clemson localiza-se a aproximadamente 254 m acima do nível do mar.

## Localidades na vizinhança
O diagrama seguinte representa as localidades num raio de 16 km ao redor de Clemson.